# Джанет Маклауд Тротър
Джанет Маклауд Тротър (на английски: Janet MacLeod Trotter) е шотландска писателка на бестселъри в жанра любовен роман, исторически роман, романтичен трилър и детска литература.

## Биография и творчество
Джанет Маклауд Тротър е родена през 1958 г. в Нюкасъл ъпон Тайн, Англия, в семейство на шотландци. Има четирима братя. Дядо ѝ и баба ѝ са живели в Северна Индия, където той е бил лесничей и е оставил много дневници. Израства в Дърам. Запленява се от историческите романи, които чете майка ѝ вечер. Завършва социална антропология и шотландскаи история в университета на Единбург. След дипломирането си работи като главен редактор на списание „Clan MacLeod“ и като колумнист на вестник „Нюкасъл“.
Започва да публикува разкази за деца през 1980 г. През 1989 г. е публикуван първият ѝ роман за юноши „Love Games“ и историческия роман за Шотландия през 16 век „The Beltane Fires“.
Първият роман „The Hungry Hills“ (Гладните хълмове) от поредицата „Дърам“ е публикуван през 1992 г.
През 1997 г. е публикуван първият ѝ роман „The Jarrow Lass“ от историческата шотландска поредица „Джароу“. Той представя епичната история на шотландската героиня, Флора Макдоналд.
През 2007 г. е издаден първият ѝ роман „Дъщерята на чаения плантатор“ от поредицата „Индийски чай“. Главната героиня, Клариса Белхевън, е дъщеря на фалирал собственик на чаена плантация в Индия. Тя се обръща за помощ към братовчед си в Нюкясъл и работи като икономка в дома на адвокат Хърбърт Сток. Но изведнъж в живота ѝ се появява съперникът на баща ѝ, Уесли Робсън, с ново предложение.
Във основа на впечатленията си от Катманду, където пътешества на 18 години, пише криминалния роман „The Vanishing of Ruth“ (Отмъщението на Рут) издаден през 2010 г.
Много от произведенията на писателката са били в списъците на бестселърите на „Ню Йорк Таймс“ и „Сънди Таймс“.
Основава и ръководи малката издателска къща „MacLeod Trotter Books“ специализирана в публикуването на книги с меки корици и електронни книги.
Джанет Маклауд Тротър живее със семейството си в Нортъмбърленд.

## Произведения

### Самостоятелни романи
- Love Games (1989)
- The Beltane Fires (1989)
- The Vanishing of Ruth (2010)
- The Haunting of Kulah (2012)
- No Greater Love (2013)
- The Jacobite Lass (2014)
- Highlander in Muscovy (2014)

### Серия „Дърам“ (Durham)
1. The Hungry Hills (1992)
2. The Darkening Skies (1993)
3. Never Stand Alone (1997)

### Серия „Саги за Тайнсайд“ (Tyneside Sagas)
1. The Suffragette (1995)
2. Chasing the Dream (1998)
3. For Love and Glory (1999)
4. A Crimson Dawn (2005)
5. A Handful of Stars (2006)

### Серия „Джароу“ (Jarrow)
1. The Jarrow Lass (1997)
2. A Child of Jarrow (2002)
3. Return to Jarrow (2004)

### Серия „Индийски чай“ (India Tea)
1. The Tea Planter's Daughter (2007) – издаден и като „The Tea Planter's Lass“
Дъщерята на чаения плантатор, изд.: ИК „Ентусиаст“, София (2016), прев. Мария Чайлд
2. The Planter's Bride (2014)
3. The Girl From The Tea Garden (2016)

### Сборници
- Ice Cream Summer (2012)

### Документалистика
- Beatles and Chiefs (2006) – автобиографична